# Callitris oblonga
Callitris oblonga är en cypressväxtart som beskrevs av Louis Claude Marie Richard och Achille Richard. Callitris oblonga ingår i släktet Callitris och familjen cypressväxter. IUCN kategoriserar arten globalt som sårbar. Inga underarter finns listade i Catalogue of Life.